# Лаборешных, Виктор Дмитриевич
Виктор Дмитриевич Лаборешных (1926—2006) — советский хозяйственный, государственный и политический деятель, Герой Социалистического Труда.

## Биография
Родился в 1926 году на территории Пермского края. Член КПСС.
С 1942 года — на хозяйственной, общественной и политической работе. В 1942—1986 гг. — участник строительства, рабочий, сварщик, бригадир электросварщиков Уральского завода химического машиностроения Министерства химического и нефтяного машиностроения СССР в городе Свердловске.
Указом Президиума Верховного Совета СССР от 25 июня 1966 года за выдающиеся успехи в выполнении заданий семилетнего плана, высокое качество изделий и новаторство в работе присвоено звание Героя Социалистического Труда с вручением ордена Ленина и золотой медали «Серп и Молот».
Делегат XXIV съезда КПСС.
Умер в Екатеринбурге 30 ноября 2006 года, похоронен на Нижне-Исетском кладбище.